# Os Doze de Inglaterra
Os Doze de Inglaterra é o nome atribuído a uma história semilendária/semifactual que valoriza a conduta da honra e o comportamento de acordo com o ideal cavaleiresco praticado pelos portugueses da Idade Média, que é referida nos Lusíadas por Luís Vaz de Camões, logo no canto I e mais à frente depois aí contada no canto VI pela voz de um marinheiro chamado "Fernão Veloso", e que terá acontecido no reinado de D. João I de Portugal junto das cortes de Ricardo II de Inglaterra.
É passada na Europa medieval e que começa por contar que doze damas inglesas foram ofendidas por doze nobres, também ingleses que alegavam que elas não eram dignas do nome "damas" visto as vidas que levavam e desafiavam quem quer que fosse para as defender com a força da espada.
As damas em questão viram-se na necessidade de pedir ajuda a amigos e parentes, tendo todos eles recusado a ajuda. Já não sabendo mais o que fazer decidiram pedir ajuda e conselho ao Duque de Lencastre, João de Gante, que tinha combatido contra os castelhanos e os leoneses, para obter o Reino de Castela e Leão para si, com a ajuda de D. João I de Portugal, e por isso conhecia bem os portugueses. Assim, como não encontrasse nenhum campeão que lutasse pelas damas na Inglaterra, este indicou-lhes doze cavaleiros lusitanos capazes de desagravar a honra das damas inglesas.
Os nomes desses cavaleiros — na verdade treze, em número — são conhecidos, e são, todos, personagens historicamente atestados, a saber:
- Álvaro Gonçalves Coutinho, dito o Grão Magriço (o Grande Magriço) ou simplesmente o Magriço;[3]
- D. Álvaro Vaz de Almada (depois Cavaleiro da Ordem da Jarreteira e 1.º Conde de Avranches);
- João Fernandes Pacheco, irmão legítimo do seguinte (filho de Diogo Lopes Pacheco, 9.º Senhor de Ferreira de Aves, um dos assassinos de D. Inês de Castro);
- Lopo Fernandes Pacheco, irmão natural legitimado do anterior (filho de Diogo Lopes Pacheco, 9.º Senhor de Ferreira de Aves, um dos assassinos de D. Inês de Castro) e cunhado (marido da irmã) do Magriço;
- Álvaro Mendes Cerveira, irmão do seguinte, proveniente do Prazo da Pena;
- Rui Mendes Cerveira, irmão do anterior, proveniente do Prazo da Pena;
- João Pereira da Cunha Agostim, primo-sobrinho-neto dos Pacheco (meio-sobrinho materno de D. Nuno Álvares Pereira), avô de Tristão da Cunha;
- Soeiro da Costa;
- Luís Gonçalves Malafaia, depois embaixador a Castela;
- Martim Lopes de Azevedo;
- Pedro Homem da Costa;
- D. Rui Gomes da Silva, depois 1.º Alcaide Mor de Campo Maior e Ouguela, pai de Santa Beatriz da Silva;
- Vasco Anes da Costa, dito Corte Real.

Logo que tiveram conhecimento do possível apoio, cada uma das damas escreveu a cada um dos doze cavaleiros portugueses e até ao rei D. João I de Portugal. Junto com as cartas chegou também o pedido do Duque de Lencastre.
Mediante o escrito nas cartas toda a corte se sentiu ofendida, e visto que o povo português era um povo cavalheiro e defensor da honra, logo se deu a partida dos Doze para Inglaterra.
Onze dos Cavaleiros terão seguido por mar, entre eles D. Álvaro Vaz de Almada. Mas um deles, querendo demonstrar mais valentia que de todos, Álvaro Gonçalves Coutinho, conhecido como "O Magriço", decidiu seguir no seu cavalo por terra para "conhecer terras e águas estranhas, várias gentes e leis e várias manhas", garantindo no entanto que estaria presente no local e na data certa.
Acontece que, quando chegou o dia do torneio "o Magriço" não estava presente para desespero dos seus companheiros que se viam reduzidos a onze cavaleiros contra os doze cavaleiros de Inglaterra.
As damas estavam já vestidas de preto, visto que toda uma hora se estava a perder. Mas no último momento e para alegria dos seus companheiros "o Magriço" apareceu e o combate foi travado com glória para os portugueses que ganharam o confronto.
Primeiro combateram a cavalo e depois a pé, terminando a contenda com a vitória dos Portugueses que, perante a sociedade inglesa, recuperaram a honra e a nobreza das damas. Os valorosos Portugueses ficaram, a partir daquele momento, conhecidos como os "Doze de Inglaterra".
Depois de terminadas as contendas foram recebidos pelo duque de Lencastre no seu palácio que lhes ofereceu muitas festas e honras como prova de apreço e gratidão.
A base histórica para tal narrativa está, possivelmente, no fato de diversos dentre esses cavaleiros terem, na juventude, peregrinado como cavaleiros andantes pela Europa, lutando em diversos conflitos nomeadamente, alguns ao lado de D. Pedro, Duque de Coimbra, o das "sete partidas", e depois com seu filho mais velho e homónimo.
Mais tarde esta história foi evocada na poesia, no teatro, no romance e na banda desenhada, assim como há um grande fresco na Câmara Municipal de Seia da autoria de Jaime Martins Barata (1966).  